# チタノセンジカルボニル
チタノセンジカルボニル (英: titanocene dicarbonyl) は、化学式が Ti(η5-C5H5)2(CO)2、または省略して TiCp2(CO)2 と表される有機金属化合物である。栗色の固体で、空気に対して敏感であり、脂肪族炭化水素および芳香族炭化水素に溶ける。スルホキシドの脱酸素、芳香族アルデヒドの還元的カップリング、アルデヒドの還元に用いられる。

## 構造と合成
{\displaystyle {\ce {TiCp2(CO)2}}} は、一酸化炭素雰囲気下で二塩化チタノセンをマグネシウムで還元することにより得られる。
{\displaystyle {\ce {Ti(C5H5)2Cl2\ + Mg\ + 2CO -> Ti(C5H5)2(CO)2\ + MgCl2}}}
{\displaystyle {\ce {TiCp2(CO)2}}} と {\displaystyle {\ce {TiCp2Cl2}}} は四面体形で、ジルコニウムとハフニウム化合物に関連する。